# لاري أندرسون (لاعب كرة قاعدة)
لاري أندرسون (بالإنجليزية: Larry Anderson)‏ هو لاعب كرة قاعدة أمريكي، ولد في 3 ديسمبر 1952.

## وصلات خارجية
- لاري أندرسون على موقعبيزبول رفرنس.كوم (الدوري الرئيسي) (الإنجليزية)
- لاري أندرسون على موقعبيزبول رفرنس.كوم (الدوري الثانوي) (الإنجليزية)
- لاري أندرسون على موقع مشجعي الرسوم البيانية (الإنجليزية)